# Třída Attacker
Třída Attacker byla třída eskortních letadlových lodí britského královského námořnictva z období druhé světové války. Plavidla byla postavena v USA jako varianta eskortních letadlových lodí třídy Bogue a půjčena do Velké Británie na základě zákona o půjčce a pronájmu. Celkem jich bylo postaveno 11 kusů. Používány byly především pro stíhací krytí vyloďovacích operací a doprovod konvojů. Po válce je již britské námořnictvo nepotřebovalo a byly proto v letech 1945–1946 vráceny do USA.

## Pozadí vzniku

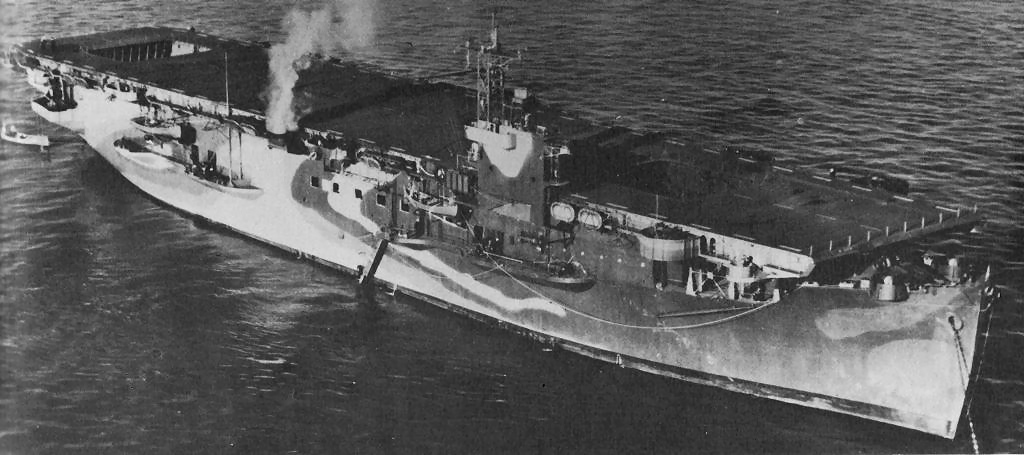
HMS Stalker

Britské námořnictvo za války získalo celkem 11 letadlových této třídy, pojmenovaných HMS Attacker, HMS Battler, HMS Hunter, HMS Chaser, HMS Fencer, HMS Stalker, HMS Pursuer, HMS Striker, HMS Searcher, HMS Ravager a HMS Tracker. Do služby vstupovaly v letech 1942–1943. Všechny vznikly přestavbou rozestavěných obchodních lodí typu C3.

## Konstrukce

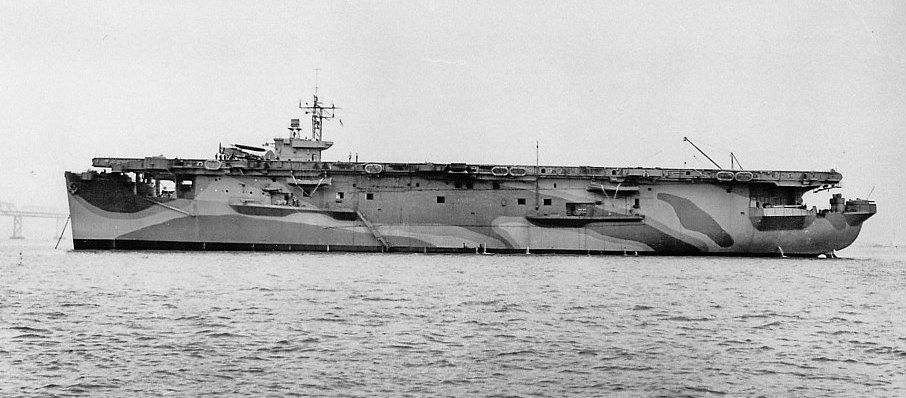
HMS Attacker

Jak bylo u eskortních letadlových lodí obvyklé, jednalo se o relativně malá, pomalá a špatně chráněná plavidla. Lodě byly vybaveny malým můstkem na pravoboku a dvěma výtahy, spojujícími letovou palubu s hangárem. Měly tak, oproti předchozí třídě, o jeden výtah více a navíc větší hangár a prostornější letovou palubu. Jedna loď mohla nést 18–24 letadel, která startovala s pomocí jednoho katapultu. Obrannou výzbroj tvořily dva dvouúčelové 102mm kanóny, osm 40mm kanónů a čtrnáct 20mm kanónů. Pohonný systém tvořila jedna parní turbína se dvěma kotly. Nejvyšší rychlost dosahovala 18 uzlů.

## Operační služba
Celá třída byla nasazena za druhé světové války. Žádná loď nebyla v bojích ztracena.